# 15868 Akiyoshidai
15868 Akiyoshidai è un asteroide della fascia principale. Scoperto nel 1996, presenta un'orbita caratterizzata da un semiasse maggiore pari a 2,2542258 UA e da un'eccentricità di 0,1647033, inclinata di 4,53541° rispetto all'eclittica.